# Contrapposto
Contrapposto o chiasmo  es un término italiano que designa la oposición armónica de las distintas partes del cuerpo de la figura humana, lo que proporciona cierto movimiento y contribuye a romper la ley de la frontalidad.
Se usa en la escultura para dar sensación de movimiento. Una de las piernas está fija en el suelo y la otra se adelanta, los brazos hacen lo propio, mientras la cabeza mira hacia un lado simulando un paso. Dicho de otro modo, «contrapposto» se aplica normalmente a la figura que rompe la simetría arcaica al descansar el peso sobre una pierna, de modo que las caderas y hombros no están ya totalmente horizontales. Sin embargo, la figura permanece en equilibrio (se puede trazar un eje vertical desde la cabeza al pie de apoyo que divide en dos partes similares el cuerpo). 

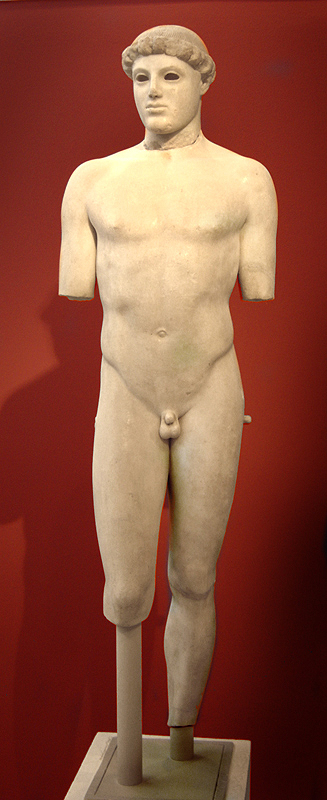
Imagen del Efebo de Critio, en el Museo de la Acrópolis, de Atenas.

Uno de los ejemplos más antiguos y conocidos es el Efebo de Critio (490 a. C.), obra del escultor ateniense Critio, que marcaría un patrón que desarrolló con profusión Policleto, como puede apreciarse en su Doríforo, influyendo mucho en las esculturas del Renacimiento (por ejemplo, en el David de Miguel Ángel).

## En la pintura

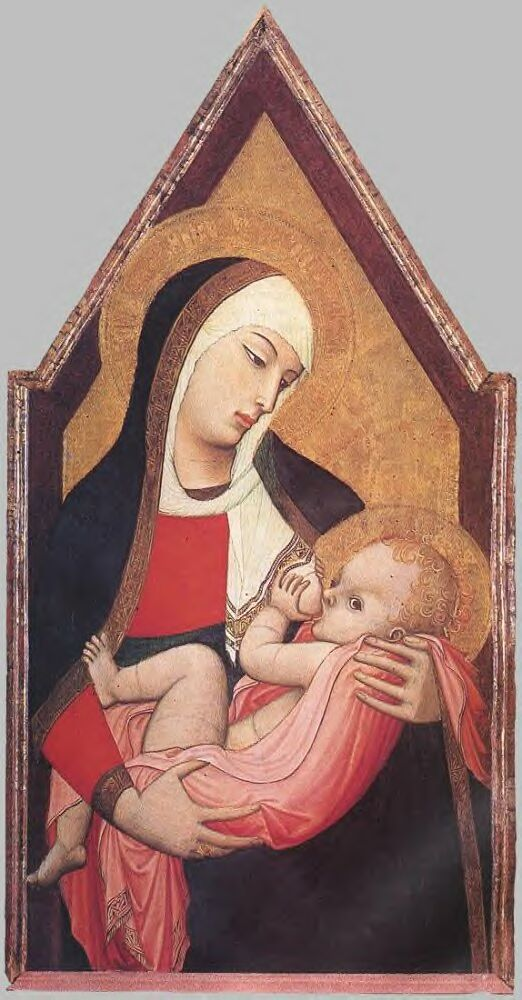
Madonna lactans de Ambrogio Lorenzetti (1335).

En pintura también se puede encontrar, en obras tan señaladas como la Leda y el cisne de Leonardo, y con frecuencia casi sistemática en muy diversos ejemplos de la iconografía mariana, donde la postura del «contrapposto» del niño Jesús girando su cabeza en un escorzo para mirar al espectador —una de las claves diferenciadoras de la Virgen de la humildad, por ejemplo—, tuvo su más antiguo referente encontrado en las catacumbas romanas de Priscila, del siglo ii, en la representación de un pasaje de la visión de Isaías. Como relata y documenta el historiador de arte Millard Meiss en su estudio de 1951 titulado Pintura en Florencia y Siena después de la peste negra, en el estudio de la «Madonna dell'Umiltà».